# Try Everything
"Try Everything"은 콜롬비아의 가수 샤키라의 노래로, 2016년 월트 디즈니 애니메이션 스튜디오스의 영화 《주토피아》의 주제곡이다.